# Friedhelm Helberg
Friedhelm Helberg (* 17. August 1938 in Nartum) ist ein deutscher Politiker (SPD) und ehemaliges Mitglied des Niedersächsischen Landtags.

## Ausbildung und Beruf
Nach dem Besuch der Volksschule besuchte Helberg von 1963 bis 1965 die Abendschule in Bremen und machte 1967 sein Abitur in Hildesheim. Danach studierte er Jura in Berlin und Hamburg. Seit 1975 war er als Richter tätig. Von 1987 bis zu seiner Wahl in den Landtag war er Direktor des Amtsgerichts Osterholz-Scharmbeck. Helberg ist verheiratet und hat zwei Kinder.

## Politik
Seit 1978 ist Helberg Mitglied der SPD. 1981 wurde er Ratsherr und 1991 Bürgermeister der Gemeinde Gyhum. Seit 1986 ist er außerdem Ratsherr der Samtgemeinde Zeven und seit 1991 Vorsitzender der dortigen SPD-Ratsfraktion. Daneben gehört er seit 1991 dem Kreistag des Landkreises Rotenburg (Wümme) an. In der 14. Wahlperiode (30.03.1998 – 04.03.2003) war Helberg ab 13.2.2002 Mitglied des Niedersächsischen Landtags.